# Hampton Beach
Hampton Beach – jednostka osadnicza w Stanach Zjednoczonych, w stanie New Hampshire, w hrabstwie Rockingham, nad Oceanem Atlantyckim.